# Dwarsstreephaakbladroller
De dwarsstreephaakbladroller (Ancylis achatana) is een vlinder uit de familie bladrollers (Tortricidae). De wetenschappelijke naam van de soort is, als Tortrix achatana, voor het eerst geldig gepubliceerd in 1775 door Michael Denis & Ignaz Schiffermüller.
De spanwijdte varieert van 14 tot 18 millimeter.

## Type
De typelocatie is Europa.

## Synoniemen
- Tortrix marmorana Hübner,1799
  - Typelocatie: Europa
- Trotrix (Penthina) steveni Portchinskij, 1888
  - Typelocatie: Rusland